# Ética del trabajo

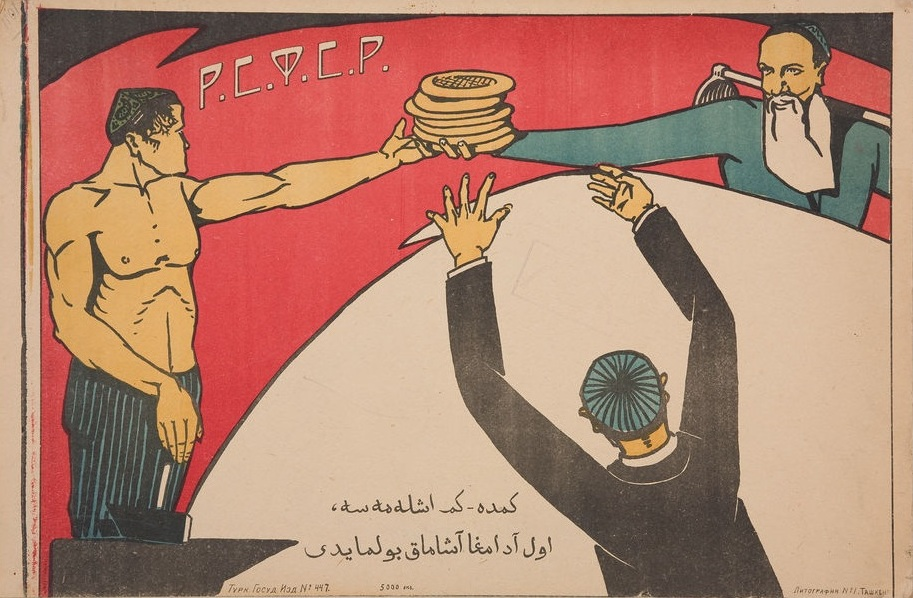
El que no trabaje, que no coma, cartel de propaganda soviético (Uzbekistán, 1920).

Ética del trabajo es la creencia en que el trabajo es un valor ético; particularmente, que el trabajo duro y diligente tiene un beneficio moral y una capacidad inherente o virtud para fortalecer el carácter individual y social.

## Factores
Sus partidarios consideran que una fuerte ética del trabajo es vital para lograr metas. Funcionaría como un conjunto de principios morales que la persona utiliza en su trabajo, mejorando su calidad y relacionando sus iniciativas con sus objetivos y necesidades individuales. Se le considera una fuente de autorrespeto, satisfacción y realización.
Por el contrario, una ética del trabajo negativa es un comportamiento que conduce a una sistemática carencia de productividad, confianza o habilidades sociales, y produce relaciones poco profesionales o insanas.

## Perspectiva liberal
Max Weber cita la propuesta ética de Benjamin Franklin (el tiempo es oro):

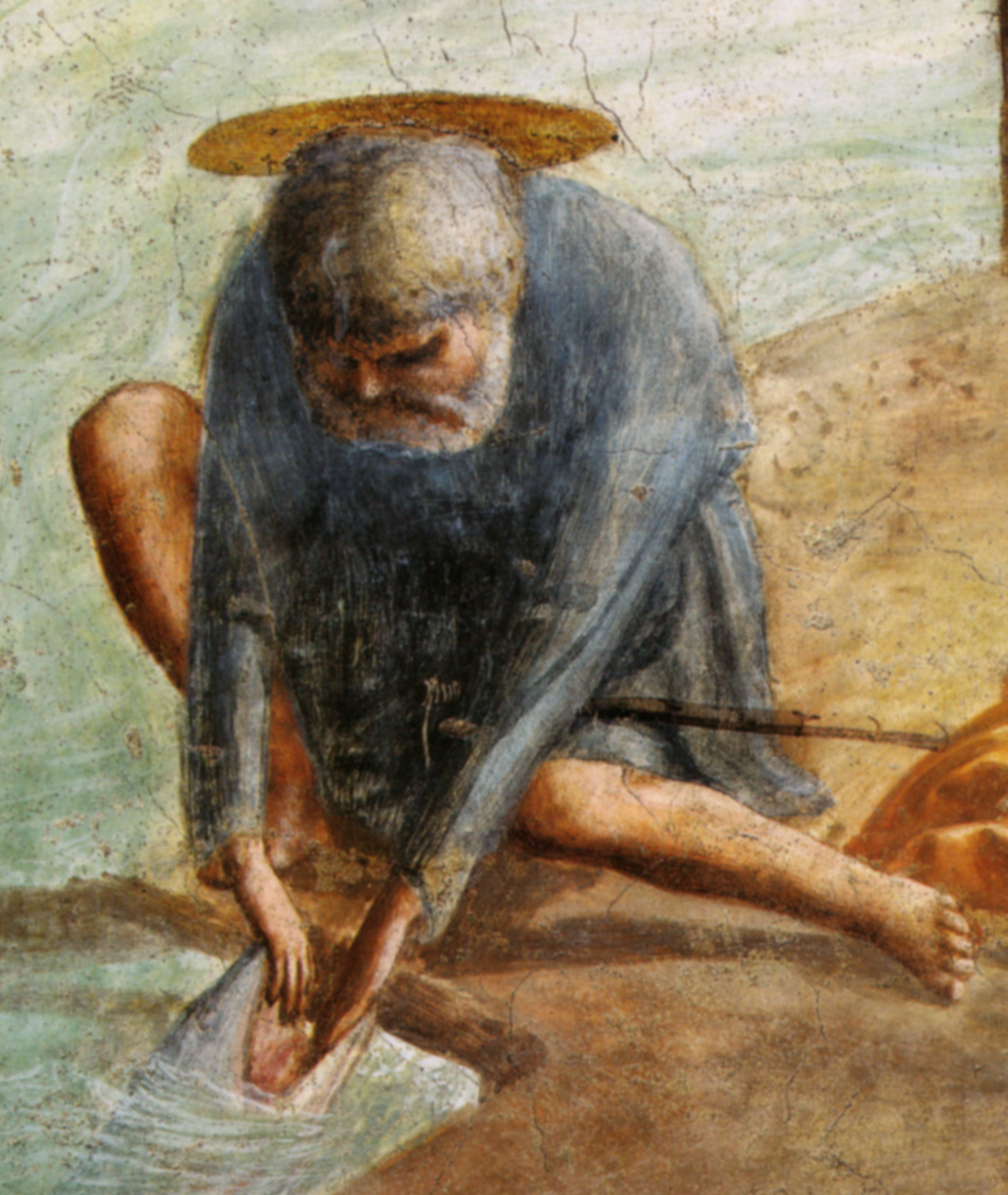
El apóstol Pedro obtiene una moneda en el pez que pesca por mandato de Cristo. Detalle del fresco de Masaccio.

Remember, that time is money.  He that can earn ten shillings a day by his labor, and goes abroad, or sits idle, one half of that day, though he spends but sixpence during his diversion or idleness, ought not to reckon that the only expense; he has really spent, or rather thrown away, five shillings besides.
Remember, that money is the prolific, generating nature.  Money can beget money, and its offspring can beget more, and so on.  Five shillings turned is six, turned again is seven and threepence, and so on, till it becomes a hundred pounds.  The more there is of it, the more it produces every turning, so that the profits rise quicker and quicker.  He that kills a breeding sow, destroys all her offspring to the thousandth generation.  He that murders a crown, destroys all that it might have produced, even scores of pounds.

Weber (La ética protestante y el espíritu del capitalismo, 1904) nota que esta no es una mera filosofía de la codicia, sino una propuesta con lenguaje moral, una respuesta ética al deseo natural por la recompensa hedonística poniendo en valor el retraso de la gratificación para alcanzar la autorrealización. Franklin decía que la lectura de la Biblia le reveló la utilidad de la virtud: "Indeed, this reflects then the christian search for ethic for living and the struggle to make a living" .
Estudios experimentales han demostrado que los sujetos con una "correcta" (fair) ética del trabajo, capaces de tolerar trabajos tediosos con remuneración equitativa, son altamente críticos y con tendencia al exceso de trabajo (workaholism) y una relación negativa con conceptos de actividades de ocio; valorando la meritocracia y el igualitarismo.
En la década de 1940 se consideraba muy importante la ética del trabajo, y los disidentes (nonconformist) eran tratados autocráticamente. Era característico la supresión del humor en el lugar de trabajo. Un trabajador de la Ford Company, John Gallo, fue despedido por "ser sorpendido en el acto de sonreir" (caught in the act of smiling).

## Perspectiva antiliberal
Los grupos contraculturales y librepensadores desafían estos valores, caracterizándolos como sumisión a la autoridad y las convenciones sociales, y no valiosos por sí mismos, sino únicamente si la ética del trabajo trae un resultado positivo. En los últimos años se ha conformado una perspectiva alternativa, que sugiere que la ética del trabajo se ha subvertido en una proporción mayor de la sociedad, hasta convertirse en mayoritaria (mainstream), dando origen a la expresión "trabajo inteligente" (work smart).
En el siglo XIX, el movimiento Arts and Crafts (William Morris en Inglaterra o Elbert Hubbard en Estados Unidos) notó que la "alienación" de los trabajadores frente a la propiedad de los medios de producción y el producto de su trabajo destruía la ética del trabajo, haciendo que los trabajadores industriales no tuvieran interés en realizar más que lo mínimo imprescindible.
El ingeniero industrial Frederick Winslow Taylor (1856-1915) revisó la noción de ética del trabajo como un medio del control directivo (management control) que oculta a los trabajadores la realidad efectiva de la ventaja acumulativa (accumulated advantage, efecto Mateo), lo que es una forma de avaricia. Sociólogos marxistas y no marxistas, no ven utilidad en el concepto de ética del trabajo. Argumentan que tener una ética del trabajo en exceso de management's control no parece racional en una industria madura donde los empleados no pueden esperar racionalmente ser más que un manager cuyo destino todavía depende de las decisiones del propietario.
El filósofo izquierdista francés André Gorz (1923-2007) propuso que la ética del trabajo se ha convertido en obsoleta, al dejar de ser cierto que para producir más sea necesario trabajar más o que producir más lleve a una vida mejor. Encuentra esta ruptura de la conexión entre "más" y "mejor" en la relación del hombre de la sociedad postindustrial (en la que nadie "tiene" que trabajar para sobrevivir, aunque el sistema económico obliga a ello) con el medio ambiente o el contacto humano; y de forma más evidente desde la presente crisis, que estimula el cambio tecnológico en una escala sin precedentes (revolución del microchip) y permite crecientes ahorros de trabajo en los sectores industrial, administrativo y de servicios. Así, la ética del trabajo deja de ser viable en tal situación, y la sociedad basada en el trabajo entra en crisis.
El pensamiento socialista cree que el concepto de "trabajo duro" supone una sumisión de la clase trabajadora como sirviente de la élite. Así, trabajar duro no es en sí mismo algo honorable, sino sólo un medio para crear más riqueza para los que se encuentran en la cúspide social. En cambio, en la Unión Soviética, el régimen presentaba la ética del trabajo como un ideal por el que luchar.
La Gran Recesión (desde 2008) diluye la ética del trabajo de las nuevas generaciones, que tienen dificultades para integrarse en el sistema económico. Sin trabajo que hacer, la ética ligada a él no genera un valor distintivo. La ética negativa del trabajo y las estructuras de poder que no valoran el trabajo realizado o lo atribuyen impropiamente (en términos éticos) han disuelto la ética presente en la sociedad y enfatizan el individualismo. Más aún, la urbanización y los negocios de gran escala conducen a la eliminación del aprendizaje vital de los conceptos vinculados al trabajo. La generación de los millennials no se identifica a partir del trabajo sino por sus patrones consumistas (uso de la tecnología, moda, cultura popular) y no con el concepto tradicional de la ética del trabajo, sino con creencias tolerantes (liberals).